# Märket
Märket med Märkets fyr (finsk: Märketin majakka) er et skær i Södra kvarken som siden freden i Fredrikshamn 1809 ligger på grænsen mellem Sverige og Finland. Ifølge Ålandskonventionen som blev indgået i 1921 går grænsen mellem Sverige og Finland gennem skærets midte. Grænsedragningen blev dog justeret i 1985, hvorfor midtergrænsedragningen ikke længere er den gældende.
Fyret blev automatiseret i slutningen af 1976, og siden da er skæret uden permanente indbyggere.
Finlands fyrsällskap lejede fyret somrene 2007–2009 og påbegyndte restaurering af det. I 2010 indgik Finlands fyrsällskap en 10-årig lejeaftale. Der er guidede besøg i fyret om sommeren.

## Geografi
Märket ligger nord for Ålandshavet og vest for Åland. Skæret, som er cirka tre hektar stort, er delt nogenlunde lige over mellem Finland og Sverige. Det finske territorium på Märket tilhører Hammarlands kommune. Den svenske del er delt mellem Norrtälje kommun og Östhammars kommun, i Stockholms, henholdsvis Uppsala län.
I Södra Kvarken går indløbet til Bottenhavet mellem Märket fyr og fyret Understen 6,5 sømil vestsydvest derfor. Afstanden mellem Märket og det åländske Signilskär mod sydøst er 7,5 sømil.

## Historie
I 1800-tallets første årtier fremkom flere forslag om at det skulle opføres et fast sømærke på Märket. År 1862 rejstes en cirka 10 meter høj stang med en tønde i toppen. Märket fyr, som tegnedes af Georg Schreck, byggedes på russisk initiativ 1885, men lå frem til 1980'erne på svensk territorium lidt vest for skærets midtpunkt. Fyret er på trods af placeringen på den svenske side af grænsen aldrig blevet administreret fra Sverige eller blevet opfattet som svensk. I 1980'erne blev det bestemt at der skulle ske en grænsejustering, så fyret kom til at stå i Finland. Ved den nye grænsedragning, som blev ratificeret 1985, kom fyret og området lige omkring det på finsk territorium, mens et tilsvarende område af den finske del af skæret blev svensk. Man ville ikke ændre landenes areal og ikke heller deres kystlinje (af hensyn til fiskerettigheder), så grænsen blev lidt slynget.
Der har aldrig været pas- og grænsekontrol på Märket. I dag er grænsespørgsmålet ikke særligt væsentligt, da både Sverige og Finland er med i den nordiske pasunion og desuden indgår i Schengenaftalen.

## Delt territorium
Märket er ifølge flere kilder verdens mindste hav-ø med delt territorium. Undertiden ses den fransk-nederlandske ø Saint Martin/Sint Maarten i Caribien omtalt som den mindste ø med delt territorium, men den er væsentligt større end Märket. Hvis man også ser på øer i ferskvand, er det usikkert, hvilken der er verdens mindste ø delt mellem to nationer, men på grænsen mellem Sverige og Norge er der øer, som er få meter brede.

## Radioamatører
Märket er for radioamatører en separat DXCC-enhed (land). Eftersom Märket ejes af den finske stat, men Åland, som også er en DXCC-enhed, ligger imellem, så regnes den finske side af øen som et separat land. Market reef blev anerkendt som sin egen DXCC-enhed i slutningen af 1960'erne. Formelt anvendes præfikset OH0 for hele Åland inklusive den østlige del af Märket, men man kan, mod at betale en afgift, få tilladelse til at anvende præfikset OJ0. Den svenske side af øen er blevet aktiveret et par gange med signalet SI8MI, som forvaltes af Täby Sändaramatörer, TSA.